# 나카시마군 (아이치현)

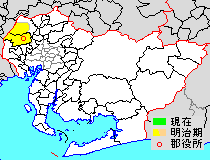
아이치현 나카시마군의 위치 (연노랑: 후에 다른 군에 편입된 구역)

나카시마군(中島郡)은 일본 아이치현(오와리국)에 있던 군이다.

## 군역
1878년 행정 구역으로 발족 당시의 군역은 아래 구역에 해당한다.
- 이치노미야시의 일부
- 이나자와시의 대부분
- 기요스시의 일부

## 역사
- 1878년 12월 20일 - 군구정촌 편제법이 아이치현에서 시행되면서, 행정 구역으로서의 나카시마군(中島郡)이 발족.

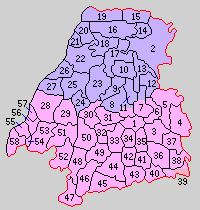
1.이나자와정 2.이치노미야정 3.이치지촌 4.오리즈촌 5.야마가타촌 6.고노미야촌 7.이나호촌 8.나카시마촌 9.신메이촌 10.가리야스카촌 11.다카이촌 12.묘코지촌 13.미와촌 14.간베촌 15.우마요세촌 16.가이메이촌 17.닛코촌 18.산조촌 19.오쿠촌 20.고노부나카시마촌 21.오코시촌 22.다이토쿠촌 23.하기와라촌 24.다마노촌 25.메이치촌 26.유가촌 27.가미소부에촌 28.소부에촌 29.야마자키촌 30.니시지마촌 31.히카리도촌 32.시고촌 33.고쿠부촌 34.고고촌 35.오쓰카촌 36.오쿠다촌 37.요쓰야촌 38.구사카베촌 39.이치다촌 40.다마다촌 41.기타지마촌 42.우메시로촌 43.요시다촌 44.도요다촌 45.사네다촌 46.미야케촌 47.로쿠와촌 48.소우가와촌 49.이나가야촌 50.가타하라이시키촌 51.료나이촌 52.마루코촌 53.마키가와촌 54.니시우노모토촌 55.마카이촌 56.줏초노촌 57.요쓰누키촌 58.신묘즈촌 (보라: 이치노미야시, 분홍: 이나자와시, 빨강: 기요스시)

- 1889년 10월 1일 - 정촌제 시행으로, 아래의 정촌이 발족.(2정 56촌)

- 이나자와정(稲沢町): 현 이나자와시
- 이치노미야정(一宮町): 현 이치노미야시
- 이치지촌(一治村): 현 이나자와시
- 오리즈촌(下津村): 현 이나자와시
- 야마가타촌(山形村): 현 이나자와시
- 고노미야촌(国府宮村): 현 이나자와시
- 이나호촌(稲保村): 현 이나자와시, 이치노미야시
- 나카시마촌(中島村): 현 이치노미야시, 이나자와시
- 신메이촌(新明村): 현 이치노미야시
- 가리야스카촌(苅安賀村): 현 이치노미야시
- 다카이촌(高井村): 현 이치노미야시
- 묘코지촌(妙興寺村): 현 이치노미야시
- 미와촌(三輪村): 현 이치노미야시
- 간베촌(神戸村): 현 이치노미야시
- 우마요세촌(馬寄村): 현 이치노미야시
- 가이메이촌(開明村): 현 이치노미야시
- 닛코촌(日光村): 현 이치노미야시
- 산조촌(三条村): 현 이치노미야시
- 오쿠촌(奥村): 현 이치노미야시
- 고노부나카시마촌(小信中島村): 현 이치노미야시
- 오코시촌(起村): 현 이치노미야시
- 다이토쿠촌(大徳村): 현 이치노미야시
- 하기와라촌(萩原村): 현 이치노미야시
- 다마노촌(玉野村): 현 이치노미야시
- 메이치촌(明地村): 현 이치노미야시
- 유가촌(祐賀村): 현 이치노미야시
- 가미소부에촌(上祖父江村): 현 이치노미야시
- 소부에촌(祖父江村): 현 이나자와시
- 야마자키촌(山崎村): 현 이나자와시
- 니시지마촌(西島村): 현 이나자와시
- 히카리도촌(光堂村): 현 이나자와시
- 시고촌(四郷村): 현 이나자와시
- 고쿠부촌(国分村): 현 이나자와시
- 고고촌(五郷村): 현 이나자와시
- 오쓰카촌(大塚村): 현 이나자와시
- 오쿠다촌(奥田村): 현 이나자와시
- 요쓰야촌(四家村): 현 이나자와시
- 구사카베촌(日下部村): 현 이나자와시
- 이치다촌(市田村): 현 이나자와시, 기요스시
- 다마다촌(玉田村): 현 이나자와시
- 기타지마촌(北島村): 현 이나자와시
- 우메시로촌(梅代村): 현 이나자와시
- 요시다촌(吉田村): 현 이나자와시
- 도요다촌(豊田村): 현 이나자와시
- 사네다촌(実田村): 현 이나자와시
- 미야케촌(三宅村): 현 이나자와시
- 로쿠와촌(六輪村): 현 이나자와시
- 소우가와촌(左右川村): 현 이나자와시
- 이나가야촌(井長谷村): 현 이나자와시
- 가타하라이시키촌(片原一色村): 현 이나자와시
- 료나이촌(領内村): 현 이나자와시
- 마루코촌(丸甲村): 현 이나자와시
- 마키가와촌(牧川村): 현 이나자와시
- 니시우노모토촌(西鵜之本村): 현 이나자와시
- 마카이촌(馬飼村): 현 이나자와시
- 줏초노촌(拾町野村): 현 이나자와시
- 요쓰누키촌(四貫村): 현 이나자와시
- 신묘즈촌(神明津村): 현 이나자와시

- 1891년 4월 1일 - 군제 시행.
- 1894년 9월 13일 - 오쿠촌이 정제 시행으로 오쿠정(奥町)이 됨.(3정 56촌)
- 1896년
  - 2월 24일 - 오코시촌이 정제 시행으로 오코시정(起町)이 됨.(4정 55촌)
  - 4월 20일 - 하기와라촌이 정제 시행으로 하기와라정(萩原町)이 됨.(5정 54촌)
  - 8월 17일 - 소부에촌이 정제 시행으로 소부에정(祖父江町)이 됨.(6정 53촌)
- 1899년 8월 21일 - 가이메이촌의 일부(宮後)가 간베촌에 편입.
- 1901년
  - 5월 15일 - 기타지마촌·다마다촌이 합병하여, 시마다촌(島田村)이 발족.(6정 52촌)
  - 10월 12일 - 히카리도촌·시고촌이 합병하여, 히카리고촌(光郷村)이 발족.(6정 51촌)
- 1902년 4월 25일(6정 49촌)
  - 고고촌·오쓰카촌 및 우메시로촌의 일부(梅須賀)이 합병하여, 오에촌(大江村)이 발족.
  - 우메시로촌의 잔여부(千代)가 도요다촌에 편입.
- 1906년 5월 10일 - 아래의 정촌 통합이 시행됨. 각각 신설합병.(6정 8촌)
  - 소부에정 ← 마루코촌, 료나이촌, 마키가와촌, 야마자키촌, 소부에정
  - 오사토촌(大里村) ← 시마다촌, 오쿠다촌, 요쓰야촌, 구사카베촌, 이치다촌
  - 이마이세촌(今伊勢村) ← 간베촌, 가이메이촌, 우마요세촌
  - 아사히촌(朝日村) ← 유가촌, 가미소부에촌, 메이치촌, 다마노촌, 다이토쿠촌［西萩原·蓮池］
  - 오코시정 ← 다이토쿠촌［北今·東五城·西五城·冨田］, 오코시정, 고노부나카시마촌, 산조촌
  - 나가오카촌(長岡村) ← 마카이촌, 줏초노촌, 니시우노모토촌, 요쓰누키촌, 신묘즈촌
  - 메이지촌(明治村) ← 고쿠부촌, 가타하라이시키촌, 히카리고촌, 니시지마촌, 이나가야촌［儀長］
  - 지요다촌(千代田村) ← 이나가야촌［井堀］, 미야케촌［板葺］, 사네다촌, 요시다촌, 도요다촌, 오에촌［梅須賀］
  - 이나자와정 ← 오에촌［大塚·平野·小寺·池部·横地·重本］, 이나자와정, 이치지촌, 고노미야촌, 야마가타촌, 오리즈촌, 나카시마촌［木全·石橋］, 이나호촌［稲島］
  - 하기와라정 ← 나카시마촌［中島·西御堂·東宮重］, 신메이촌, 하기와라정, 닛코촌［花井方·富田方］
  - 가리야스카촌 ← 닛코촌［毛受·馬引·福森］, 이나호촌［於保］, 가리야스카촌, 미와촌, 묘코지촌, 다카이촌
  - 헤이와촌(平和村) ← 로쿠와촌, 소우가와촌, 이나가야촌［須ヶ谷］, 미야케촌［三宅·東城］
- 1908년 5월 1일 - 가리야스카촌이 개칭하여 야마토촌(大和村)이 됨.
- 1909년 10월 1일 -  오사토촌의 일부(西市場)가 니시카스가이군 기요스정에 편입.
- 1921년 9월 1일 - 이치노미야정이 시제 시행으로 이치노미야시(一宮市)가 되어, 군에서 이탈.(5정 8촌)
- 1941년 5월 10일 - 이마이세촌이 정제 시행으로 이마이세정(今伊勢町)이 됨.(6정 7촌)
- 1951년 3월 1일 - 야마토촌이 정제 시행으로 야마토정(大和町)이 됨.(7정 6촌)
- 1954년 4월 1일 - 헤이와촌이 정제 시행으로 헤이와정(平和町)이 됨.(8정 5촌)
- 1955년
  - 1월 1일 - 오코시정·아사히촌이 합병하여, 비사이시(尾西市)가 발족, 군에서 이탈.(7정 4촌)
  - 4월 1일(3정 4촌)
    - 야마토정·오쿠정·하기와라정 및 이마이세정의 일부(馬寄·本神戸·新神戸·宮後)가 이치노미야시에 편입.
    - 이마이세정의 잔여부(開明)가 비사이시에 편입.

  - 4월 15일 - 이나자와정·메이지촌·지요다촌·오사토촌이 합병하여, 새로이 이나자와정이 발족.(3정 1촌)
- 1956년 9월 30일 - 나가오카촌이 소부에정에 편입.(3정)
- 1958년 11월 1일 - 이나자와정이 시제 시행으로 이나자와시(稲沢市)가 되어, 군에서 이탈.(2정)
- 2005년 4월 1일 - 소부에정·헤이와정이 이나자와시에 편입. 당일 나카시마군은 폐지됨.

## 같이 보기
- 나카시마군 (기후현)